# 석명과학재단
석명과학재단은 사회일반의 이익에 공여하기 위하여 공익법인의 설립운영에 관한 법률의 규정에 따라 과학기술연구능력의 배양과 과학교육의 진흥 및 과학기술의 국제교류를 증진하게 함으로써 과학기술의 창달 진흥에 기여할 목적으로 2004년 8월 2일 설립허가된 대한민국 과학기술정보통신부 소관의 재단법인이다. 사무실은 서울특별시 강남구 압구정 481 현대 A 92-405에 있다.